# Jules Dewaquez
Jules Dewaquez (o Devaquez), (París, Francia, 9 de marzo de 1899 - Lyon, Francia, 12 de junio de 1971) fue un futbolista francés que se desempeñó como centrocampista. Era extremadamente bajo (1,69 m) y era famoso por su pequeño bigote. Por profesión, era dibujante técnico, aunque se convirtió en uno de los jugadores franceses más exitosos durante la década de 1920. Como jugador era un dribleador ágil y rápido, tenía un potente disparo y un cabezazo extraordinario, algo inusual para alguien de su tamaño y posición de juego.

## Carrera como jugador
Comenzó su carrera futbolística con el US Saint-Denis en 1915, antes de mudarse en 1917 al Olympique de Pantin (que se convirtió en el Olympique de Paris), donde ganó la Copa de Francia en 1918, y fue finalista en 1919 y 1921.
Su primera aparición internacional fue el 18 de enero de 1920 en una derrota 9-4 ante Italia. En su siguiente partido, el 29 de febrero, anotó en una victoria por 2-0 sobre Suiza, y apareció en todos los partidos internacionales de Francia en 1920, incluidos dos partidos en los Juegos Olímpicos de 1920 celebrados en Amberes, siendo eliminado en una derrota por 4-1 ante Checoslovaquia. Fue seleccionado para todos los partidos internacionales franceses durante los próximos dos años, incluyendo un partido contra una aficionada selección de Inglaterra el 5 de mayo de 1921, cuando anotó en una victoria por 2-1. Esta fue la primera vez que un equipo nacional francés derrotó a su equivalente inglés. Este juego es reconocido internacionalmente por la Federación Francesa de Fútbol, pero no por The Football Association, que lo considera como un partido amateur.
Su primer partido oficialmente reconocido por la FA se produjo el 10 de mayo de 1923, cuando Dewaquez anotó el descuento en el minuto 89 en una derrota por 4-1. El año siguiente, el 17 de mayo de 1924, Dewaquez volvió a marcar el gol de Francia en una derrota por 3-1 ante Inglaterra.
Dewaquez era un miembro de la escuadra de Francia para los Juegos Olímpicos de 1924, que se celebraron en París, donde fueron derrotados por 5-1 por el eventual campeón Uruguay, después de derrotar a Lituania por 7–0 en la primera ronda.
En el verano de 1924, se trasladó al Olympique de Marsella. Su único partido internacional en 1925 fue contra Inglaterra el 21 de mayo, cuando nuevamente anotó en una derrota por 3-2. En este partido, el portero inglés Freddie Fox tuvo que abandonar el campo en el minuto 75 luego de una lesión en la cabeza sufrida por Dewaquez al marcar su gol, y se le impidió completar su única aparición en Inglaterra. Tras el retiro del goleador Vivian Gibbins, Inglaterra terminó con nueve hombres, pero logró aguantar y ganar el juego.
Ayudó al Olympique de Marsella a ganar la Copa de Francia en 1926, cuando anotó dos veces en una victoria por 4-1 sobre el AS Valentigney, y nuevamente en 1927 cuando anotó en una victoria de 3-0 sobre US Quevilly. Ya no era una habitual que fuera seleccionado para el equipo nacional francés, aunque sí fue convocado para los Juegos Olímpicos de 1928, celebrados en Ámsterdam, donde Francia fue eliminada por Italia por 4-3. En 1929, apareció en cinco partidos internacionales de Francia, anotando dos goles: contra Inglaterra en una derrota por 4-1 el 9 de mayo y en su última aparición internacional, en otra derrota por 41 ante Bélgica el 17 de mayo. En su carrera internacional, jugó 41 veces anotando 12 goles, de los cuales cuatro fueron contra Inglaterra. Fue capitán cuatro veces y su emparejamiento con Raymond Dubly como extremos hasta 1925 fue uno de los más emocionantes en Europa. Su total de apariciones internacionales fue récord francés, hasta que Étienne Mattler lo superó en 1938.
En 1930 se trasladó a OGC Nice durante tres años, convirtiéndose en profesional en 1932, antes de terminar su carrera como jugador con AS Béziers, donde se convirtió en jugador/entrenador, y finalmente colgó sus botas en 1934.

## Carrera como entrenador
Después de la Segunda Guerra Mundial, se convirtió en entrenador en FC Grenoble, Olympique de Marsella, AS Aix-en-Provence y finalmente en Lyon OU. Después de retirarse del fútbol, se convirtió en gerente departamental de uno de los mayores concesionarios de Renault en Lyon.

## Equipos

### Como jugador
| Equipo                         | País    | Años      | PJ | Goles |
| ------------------------------ | ------- | --------- | -- | ----- |
| US Saint-Denis                 | Francia | 1915-1917 | ?  | ?     |
| Olympique de Paris             | Francia | 1917–1924 | ?  | ?     |
| Olympique de Marsella          | Francia | 1924–1930 | ?  | ?     |
| OFC Nice                       | Francia | 1930–1933 | ?  | ?     |
| AS Béziers                     | Francia | 1933–1934 | ?  | ?     |
| Selección de fútbol de Francia | Francia | 1920–1929 | 41 | 12    |

### Como entrenador
| Equipo                | País    | Años      |
| --------------------- | ------- | --------- |
| AS Béziers            | Francia | 1933-1934 |
| Montpellier           | Francia | 1936-1937 |
| FC Grenoble           | Francia | 1945-1946 |
| Olympique de Marsella | Francia | 1946-1947 |
| AS Aix                | Francia | ?         |
| Olympique de Lyon     | Francia | ?         |

## Palmarés

### Campeonatos nacionales
| Título          | Club                  | Año  |
| --------------- | --------------------- | ---- |
| Copa de Francia | Olympique de Paris    | 1918 |
| Copa de Francia | Olympique de Marsella | 1926 |
| Copa de Francia | Olympique de Marsella | 1927 |